# سرامیک دندانی
مواد سرامیک دندانی جزئی از سیستم طراحی‌شده با هدف ساخت پروتزهای دندانی می‌باشند که از آن‌ها برای جایگزینی ساختارهای دندانی ازدست‌رفته یا آسیب‌دیده استفاده می‌شود. در لغت سرامیک‌ها را مواد غیر آلی و غیرفلز معرفی می‌کنند که توسط انسان در حین حرارت دادن به مواد اولیه و در دمای بالا ساخته می‌شوند.

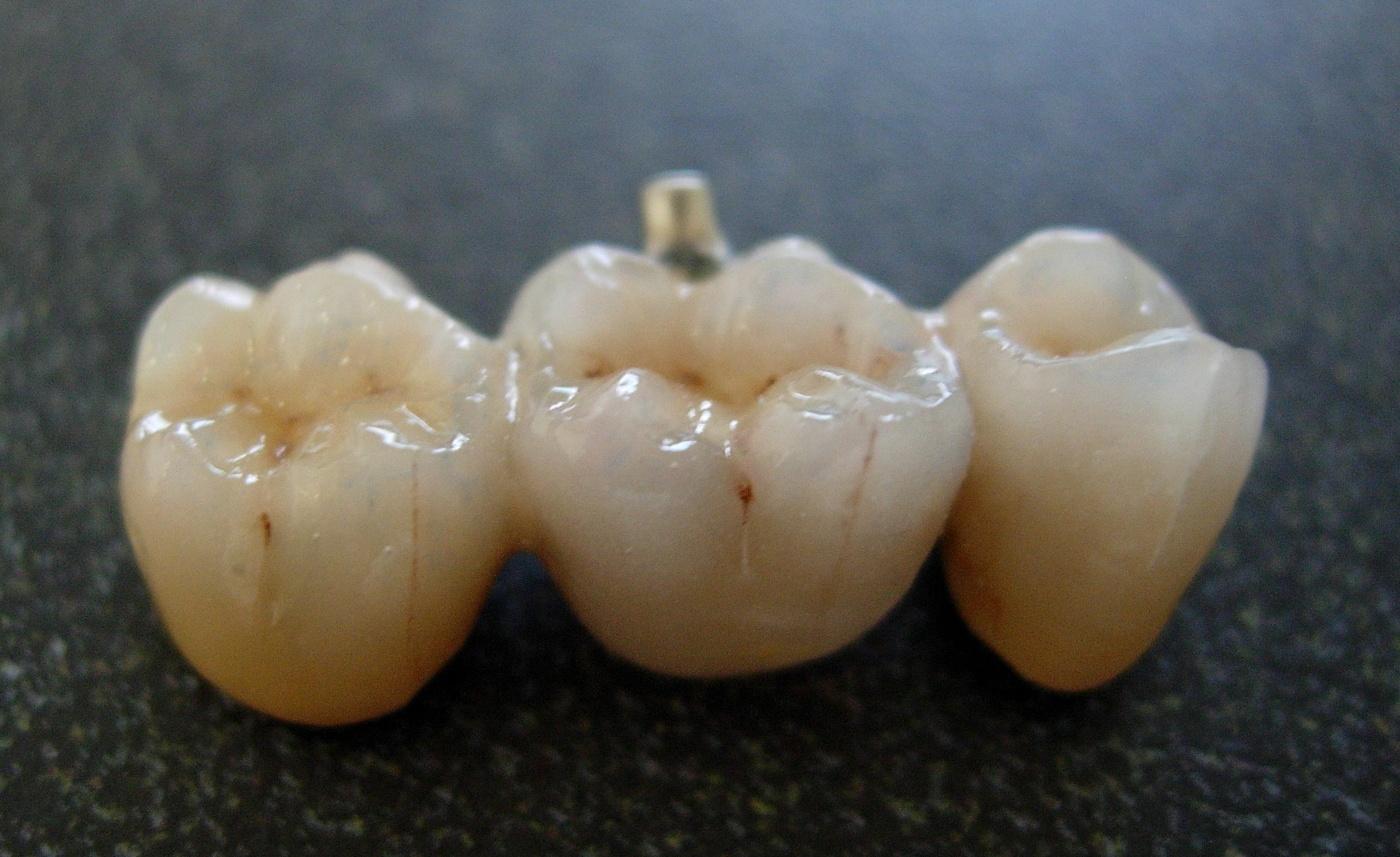
نمونه ای از سرامیک دندانی

این سرامیک‌ها و شیشه‌ها موادی ترد هستند، به این معنی که آن‌ها استحکام فشاری بالایی از خود نشان می‌دهند، ولی استحکام کششی پایینی دارند و تحت تنش خیلی کم نیز ممکن است بشکنند (۰٫۲٪-۰٫۱٪). به عنوان مواد ترمیم‌کننده، سرامیک‌های دندانی دارای مضراتی هستند که بیشتر به خاطر عدم توانایی آن‌ها در تحمل نیروهای حین کار که در دهان ایجاد می‌شوند می‌باشد، بنابراین در آغاز آن‌ها کاربردهای محدودی در حیطهٔ دندان پیش کرسی و دندان آسیا داشتند. اگرچه پیشرفت‌های بعدی در این مواد کاربرد آن‌ها را به عنوان دندان‌های عقب‌تر گسترش داد. همهٔ سرامیک‌های دندانی چقرمگی شکست پایین‌تری در مقایسه با مواد دیگر جایگزین دندان دارند؛ مثل فلزات.

## تاریخچه
سرامیک‌های دندانی که امروزه استفاده می‌شوند، از سرامیک‌های دندانی که در آغاز نزدیک به ۲۰۰ سال پیش استفاده می‌شدند، بسیار فاصله دارند. اولین نمونه‌های ثبت‌شده از ابتدایی‌ترین سرامیک‌هایی که به عنوان مواد دندانی استفاده شده، به سال ۱۷۷۴ برمی‌گردد، هنگامی‌که داروساز فرانسوی به نام الکسیس دوشاتئو (Alexis Duchateau) و دندان‌پزشک پاریسی، نیکولاس دوبیوس (Nicholas Dubois de Chemant)، برای اولین بار یک دست دندان مصنوعی کامل سرامیکی ساختند. گزارش‌هایی وجود دارد که نشان می‌دهند دست دندان‌های مصنوعی کامل توسط دندان‌پزشک فرانسوی، پیر فاوچارد (Pierre Fauchard)، زودتر از آن نیز ساخته شده بودند اما سرامیکی نبودند.

## روش‌های ساخت بدنه‌های سرامیک دندانی
روش‌های ساخت پروتزهای دندانی در اواسط نیمه دوم قرن 20، ذوب ترکیبات سرامیک‌ها و فلزات بود که به عنوان مادهٔ اصلی دندان عمل می‌کرد. سیستم‌های سرامیک-فلز ترکیبی از هر دو خواص استثنایی زیباشناختی سرامیک‌ها و خواص مکانیکی فوق‌العاده فلزات را داشتند. برخی از این فلزات که در دندان‌پزشکی به عنوان مواد تقویت‌کننده استفاده می‌شدند، گاهی باعث ایجاد مشکل برای عده‌ای از بیماران می‌شدند شامل آلرژی دادن، تغییر رنگ لثه و… این اشکالات و از طرف دیگر درخواست برای زیبایی بیشتر از طرف بیماران و دندان‌پزشکان، باعث برانگیختگی تحقیق و توسعه در سیستم‌های سرامیکی بدون فلز شد. در طول ۴۰ سال اخیر، تحقیق بر بهسازی سیستم‌های بدون فلز و گسترش مواد برتر در موضوع زیباشناختی و عملکرد بالینی متمرکز شد تا گزینه‌های مختلفی را در اختیار بیماران قرار دهد تا دندان‌های آسیب‌دیده یا افتاده را درمان کنند.
سرامیک‌های فلدسپاتی از پودر بسیار ریز تهیه می‌شوند و به آن آب دیونیزه یا مایع مخصوص شکل‌دهی اضافه می‌شود. بدین ترتیب یک خمیر ایجاد شده که توسط تکنسین به شکل دندان درمی‌آید. سپس این خمیر باید به کوره‌ای که دمای آن از قبل تعیین شده، منتقل شود و زمان آن وابسته به سرامیک مورداستفاده تنظیم شود. فرایند حرارت دهی می‌تواند زیر خلأ یا در هوا انجام شود، با اینکه فرایند زیر خلأ تخلخل‌های سرامیک را کاهش می‌دهد. در حین زینترینگ، دانسیته سرامیک‌ها افزایش می‌یابد و با یک انقباض حجمی از ۳۰ تا ۴۰ درصد همراه است.

## ترکیبات سرامیک‌های دندانی
سرامیک‌های دندانی را می‌توان بر اساس پارامترهای مختلف دسته‌بندی کرد، به‌طور مثال با توجه به کاربرد آن‌ها، دمای ساخت، سیستم سرامیکی، ترکیب، میکرو ساختار و شفافیت. در جدول زیر دسته‌بندی
بر اساس پارامتر ترکیب درج شده‌است و خلاصه گزارش‌هایی از نتایج آزمون‌های مکانیکی آن‌ها آورده شده‌است.
| ماده                          | استحکام خمشی ۳نقطه‌ای [MPa] | سختی [GPa] | چقرمگی شکست       |
| پرسلان فلدسپاتی               | ۹۸–۱۰۱                     | ۶/۹۸–۷/۴۸  | ۱/۰–۱/۴۹ MPa/m1/2 |
| سرامیک آلومینا بالا           | ۱۵۵                        | ۵–۱۰/۸     | ۴/۵۸ MN/m1/2      |
| شیشه- سرامیک                  | ۲۳۹/۲                      | ۳/۴–۴/۱    | ۱/۲۸ MN/m1/2      |
| شیشه- سرامیک لوسایتی تقویت‌شده | ۷۸/۳۷–۱۳۳/۵۶               | ۶/۵۳       | ۱/۲۶ MN/m1/2      |
| مینای دندان                   | -                          | ۳/۳۶       | ۰/۷۰–۱/۱۶ MN/m3/2 |
| عاج دندان                     | ۲۲۰/۶۳–۱۳۷/۹               | ۰/۶۳–۰/۷۲  | ۳/۰۸ MN/m3/2      |
| ----------------------------- | -------------------------- | ---------- | ----------------- |

### پرسلان‌های فلدسپاتی

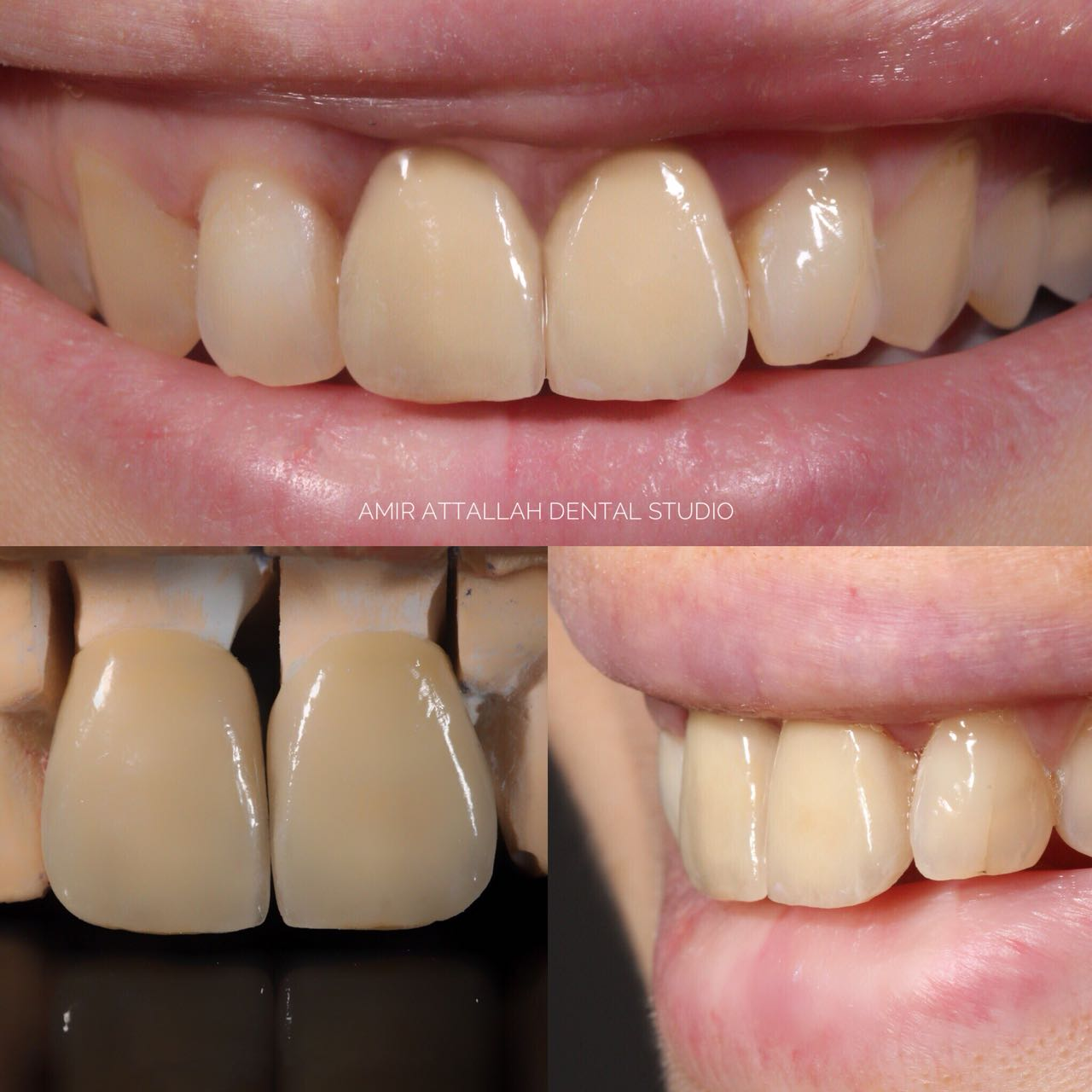
سرامیک فلدسپاتی ساخته شده بر یک مدل دندانی و سپس چسبیده شده بر دندان‌های قدامی

پرسلان فلدسپاتی از مخلوط فلدسپات سدیم، کوارتز و کائولن به وجود می‌آید. بقیه ترکیبات ضروری اکسیدهای سدیم، پتاسیم، کلسیم، آلومینیوم و منیزیم (جهت کنترل مقدار ضریب انبساط حرارتی و تلاش برای هماهنگ‌سازی آن با فلز)، روی، آهن، مس، تیتانیوم، نیکل، منگنز و کبالت (به عنوان رنگ‌دانه) و سرب، زیرکونیم و تیتانیوم (به عنوان اپک کننده) می‌باشند. پرسلان‌های فلدسپاتی بسیار ترد هستند، بنابراین در فلز-سرامیک و سیستم سرامیکی بدون فلز باید به عنوان مادهٔ ونیر Veneer(روکش دهنده) استفاده شوند.

### سرامیک‌های اکسید زیرکونیم
زیرکونیا به شکل کانی طبیعی یافت می‌شود که بادلیت نامیده می‌شود. این کانی شامل ۸۰٪ تا ۹۰٪ اکسید زیرکونیا است. ناخالصی‌های اصلی آن معمولاً Ti, Si و Fe₂O₃ هستند. این اکسید در سه ساختار کریستالی متفاوت وجود دارد: مونوکلینیک در دمای اتاق، تتراگونال در دمای حدود ۱۲۰۰ درجه سانتی‌گراد و مکعبی در دمای ۲۳۷۰ درجه سانتی‌گراد. تغییر فاز از تتراگونال به مونوکلینیک در حین سرمایش رخ می‌دهد که این تغییر باعث انبساط حجمی از ۳٪ تا ۴٪ می‌شود و درنتیجه در ماده باعث ایجاد ترک می‌کند. اکسیدهایی مثل، Y₂O₃ و Ce به زیرکونیای خالص افزوده می‌شوند و به علت ساختار پایه مکعبی که در دمای اتاق دارند، باعث می‌شوند تغییرات فاز تتراگونال به مونوکلینیک با عوامل بیشتری تحریک شوند؛ مثل دما و فشار. تنش فشاری ایجادشده ناشی از انبساط حجمی در نزدیکی ترک افزایش می‌یابد و همین‌طور انرژی لازم برای به وجود آوردن آن تغییر فازی، باعث می‌شود که برای این سرامیک‌ها استحکام شکست بالایی میسر شود. این امر می‌تواند فرآیندی به نام پیرسازی سرامیک(Transformation Toughening) نامیده شود؛ فرایند تغییرات خودبه‌خودی زیرکونیای تتراگونال ناپایدار به زیرکونیای مونوکلینیک.

## انواع ترمیم‌های سرامیکی
ترمیم‌های سرامیکی عمدتاً به کاربردهای دندانی اشاره می‌کنند، شامل:
- ونیرها
- اینله‌ها
- آنله‌ها
- تاج‌ها
- پل‌ها
- ساختارهای ایمپلنت بالا و پایین
- دندان‌های مصنوعی

اگرچه هر یک از موارد بالا منع مصرف‌های مخصوص خود را خواهد داشت که می‌تواند از راهنمای تولیدکنندگان به دست آید.

## موارد منع مصرف ترمیم‌های سرامیکی
زمانی که بیمار همراه با موارد زیر مراجعه کند، استفاده از ترمیم‌های سرامیکی ممنوع است:
- عادات پارافانکشنال: افرادی که از دندان قروچه و فشردن مدام دندان‌ها برهم رنج می‌برند
- روکش کوتاه کلینیکی
- دندان‌های شیری و نابالغ
- جفت شدن نامطلوب دندان‌های فک بالا و پایین روی یکدیگر.[۲۳]